# Valeriana chilensis
Valeriana chilensis là một loài thực vật có hoa trong họ Kim ngân. Loài này được Bors. miêu tả khoa học đầu tiên..